# Potočni škržek
Potočni škržek, znanstveno ime Unio crassus je vrsta sladkovodnih školjk, ki je razširjena tudi v Sloveniji. 

## Opis
Potočni škržek v povprečju doseže dolžino do 7 cm. Je ledvičaste oblike, starejši primerki pa imajo temnejšo lupino od mladih, kar je posledica apnenčaste/železove ali manganove prevleke.
Potočni škržek se hrani s filtriranjem vode, iz katere filtrira plankton in detrit.

## Ekologija
Ličinke (glohidiji) potočnega škržka del časa preživijo kot zajedavci v škrgah rib, kamor se pritrdijo z bisusno nitjo in kaveljčkoma. Ko se iz glohidija razvije školjkica, zapusti gostitelja, potone na dno in se zakoplje v peščeno dno. Nedavne raziskave so pokazale, da školjke svoje glohidije v vodi širijo tako, da se priplazijo na vodni rob, kjer s stiskanjem lupin proizvajajo vodne curke, v katerih so glohidiji, ki se na tak način širijo po vodotoku. (video).

## Ogroženost
Populacija potočnega škržka je v 20. stoletju po celotni Evropi močno upadla, kar je bila posledica onesnaževanja vodotokov, razmejevanja habitata ter upada ribje populacije v vodotokih.
Danes je v Sloveniji z Uredbo o zavarovanih prosto živečih živalskih vrstah zavarovan habitat potočnega škržka, sama vrsta pa je uvrščena na Seznam zavarovanih živalskih vrst v Sloveniji kot prizadeta vrsta.

## Razširjenost
Potočni škržek je razširjen v vodotkih Evrope in zahodne Azije, kjer živi v čistih sladkovodnih ekosistemih, predvsem v potokih in rekah s peščenim ali prodnatim dnom, kjer živi zakopan v dno.
- potočni škržek je omenjen v dodatkih II in IV Evropske direktive o habitatih.
- Hrvaška
- Češka - Češka in Moravska,[10] ogrožen (EN).[11][12] Ohranitveni status v letih 2004-2006 je slab (U2).[13]
- Finska - na južnem Finskem ogrožen.[14]
- Francija[15]
- Nemčija - skrajno ogrožen (vom Aussterben bedroht)[16] V nemčiji je izumrl v 90% nekdanjih habitatov.
- Nizozemska - po letu 1968 ni bil več opažen, zato je tam najverjetneje izumrl.[17][18]
- Poljska - ogrožen[19]
- Slovaška - potencialno ogrožen[20]
- Švedska - zelo redek[21]
- Danska - zelo redek[22]